# Alcis circumplexa
Alcis circumplexa là một loài bướm đêm trong họ Geometridae.